# TT81

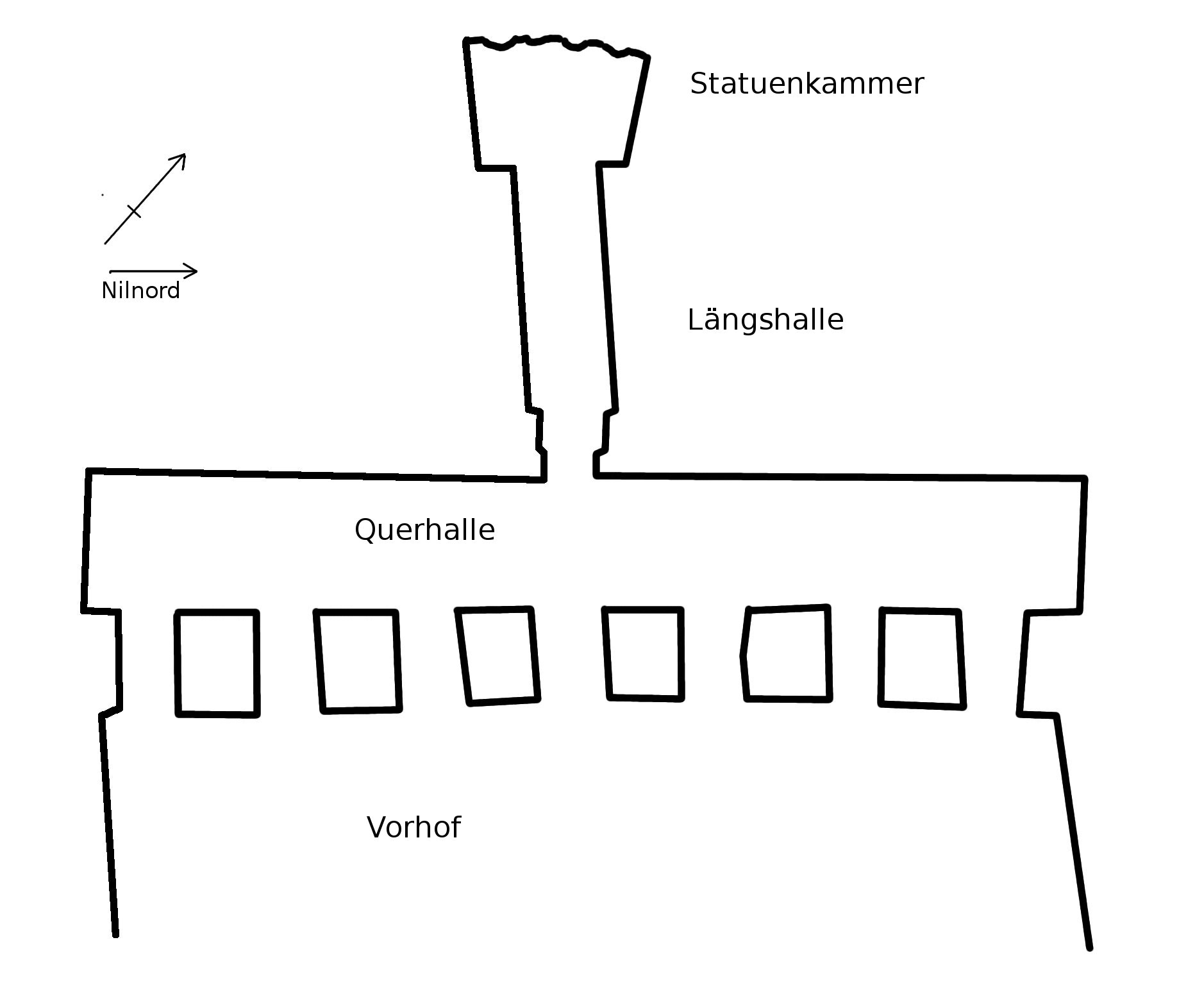
Grabplan von TT81

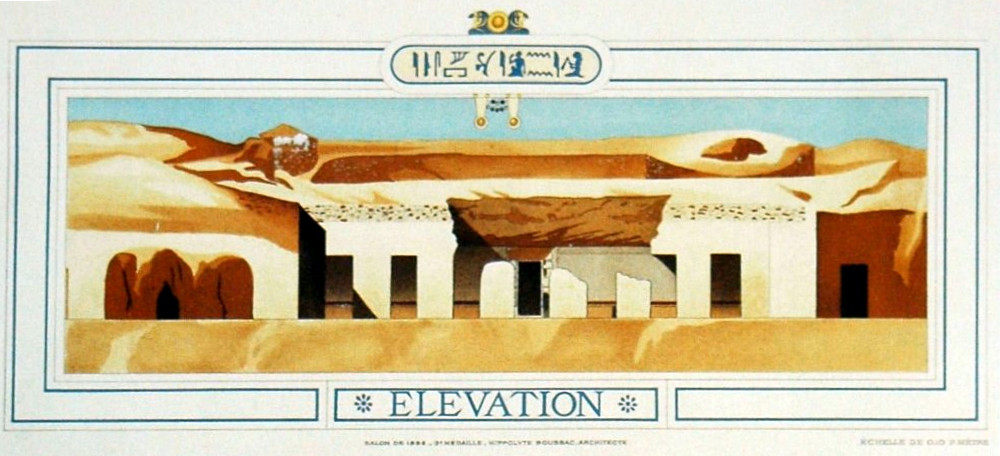
Rekonstruktion der Grabfront von H. Boussac (1896)

TT81 (Theban Tomb no. 81, Thebanisches Grab Nr. 81) in der Nekropole von Scheich Abd el-Qurna in Theben-West ist ein altägyptisches Beamtengrab, das in der 11. Dynastie angelegt und in der frühen 18. Dynastie usurpiert wurde. Inhaber war der Beamte Ineni, der die Titel „Bürgermeister von Theben“ und „Scheunenvorsteher des Amun“ führte und unter Amenophis I. und Thutmosis I. amtierte.

## Datierung und Bauphasen
Durch die offensichtlich starke Ähnlichkeit zu den Gräbern der 11. Dynastie gingen die Ägyptologen lange Zeit davon aus, dass die Anlage zu Beginn der 18. Dynastie in restaurativer Weise auf die Vorbilder der Gräber aus dem Mittleren Reich in der unmittelbaren Umgebung zurückgriff. Nach einer neuen Grabaufnahme und -freilegung hält Eberhard Dziobek diese Ansicht allerdings für nicht mehr haltbar: „Grab TT81 ist eine unfertige Anlage der frühen 11. Dynastie, die zu Beginn der 18. Dynastie von Ineni in charakteristischer Weise umgebaut und wiederbenutzt wurde.“

## Architektur
Der Vorhof wurde horizontal in den Felsen geschnitten, wobei die Fassade durch acht unregelmäßig-viereckige Pfeiler gebildet wird. Die dahinter liegende Querhalle ist 20 m lang und 2,6 m breit und in der Mitte der Westwand führt ein Durchgang über eine Schwelle und eine Türkammer (allerdings ohne nachweisbare Tür) in die Längshalle, in deren hinterem Teil sich ein Schacht befindet. An die Längshalle schließt sich im Westen die Statuenkammer an, in der sich vier überlebensgroße Sitzstatuen befinden.

## Dekoration
In der Querhalle dominieren an der Westwand Berufs- und Familienszenen. Die Wandmalereien zeigen den Grabherrn unter anderem beim Inspizieren von Lieferungen für den Amuntempel und das Anwesen des Ineni. An der Nord- und Südwand befinden sich große Stelen mit autobiographischen Inschriften.
Im Gegensatz zu den diesseitigen Szenen der Querhalle sind in der Längshalle die Bestattungsszenen wie die Abydosfahrt oder das Begräbnisritual mit einem Sargschlittenzug dargestellt. Die Szenen im anschließenden Statuenraum sind dem Totengedenken gewidmet. Die Raumarchitektur ähnelt einem Schrein. Die vier Statuen stellen den Grabherrn, seine Frau und seine Eltern dar.

Wanddekorationen im Grab
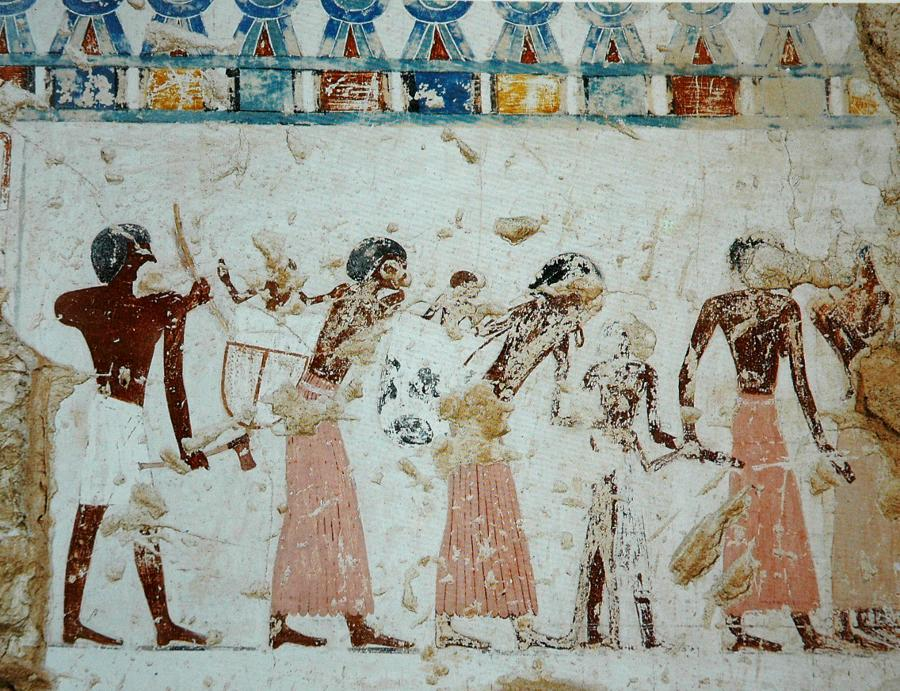
Nubierinnen
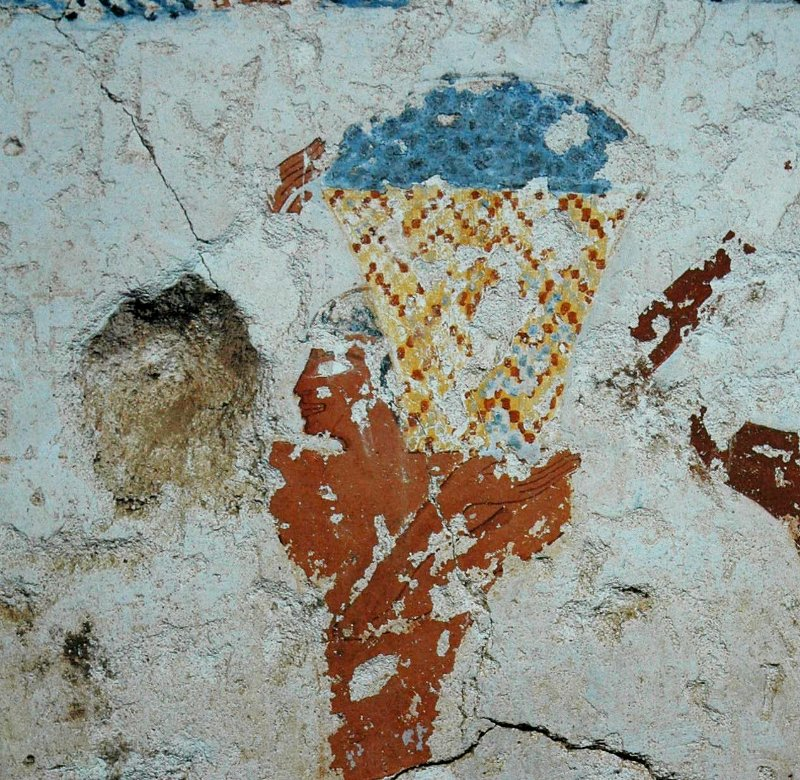
Weinzubereitung
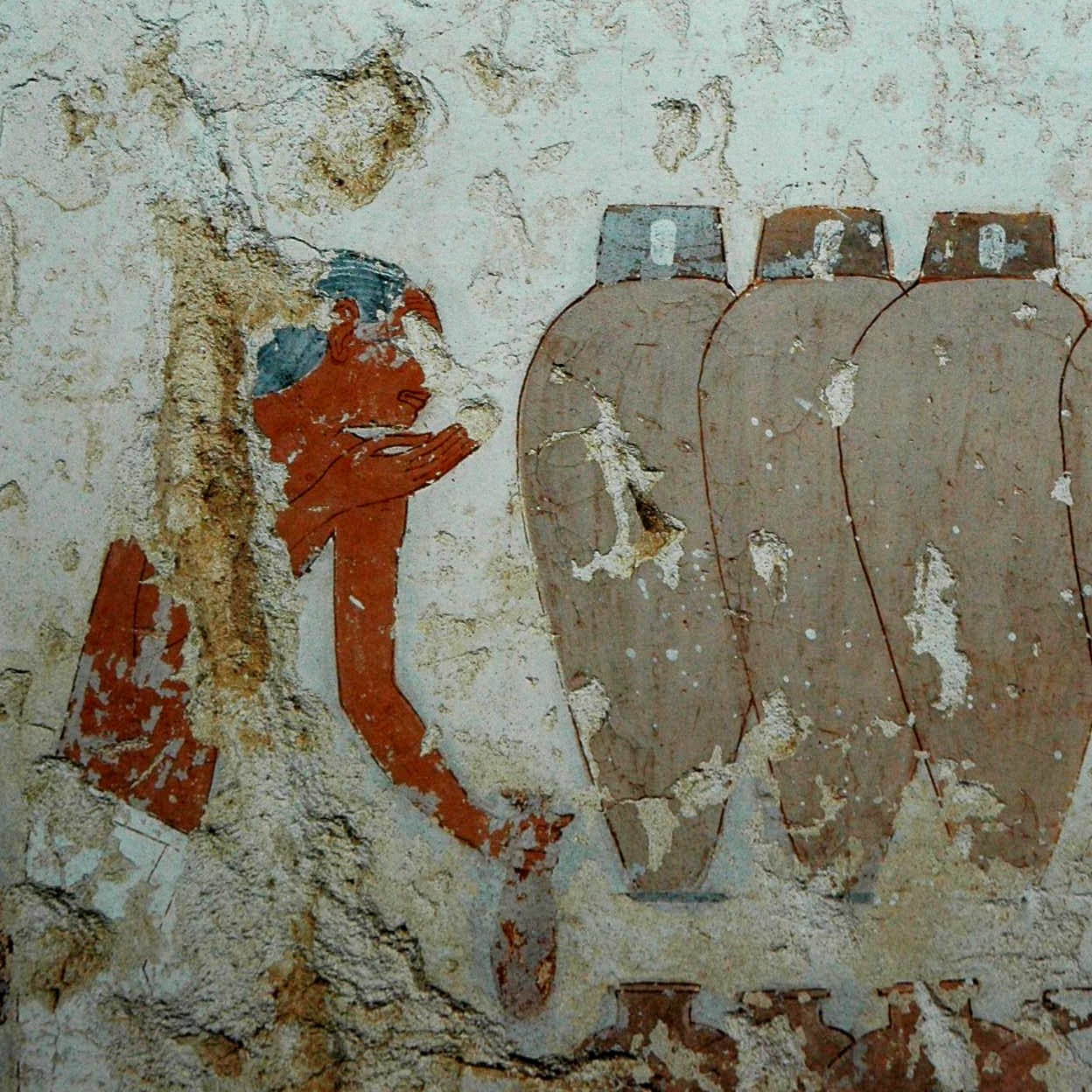
Weinzubereitung
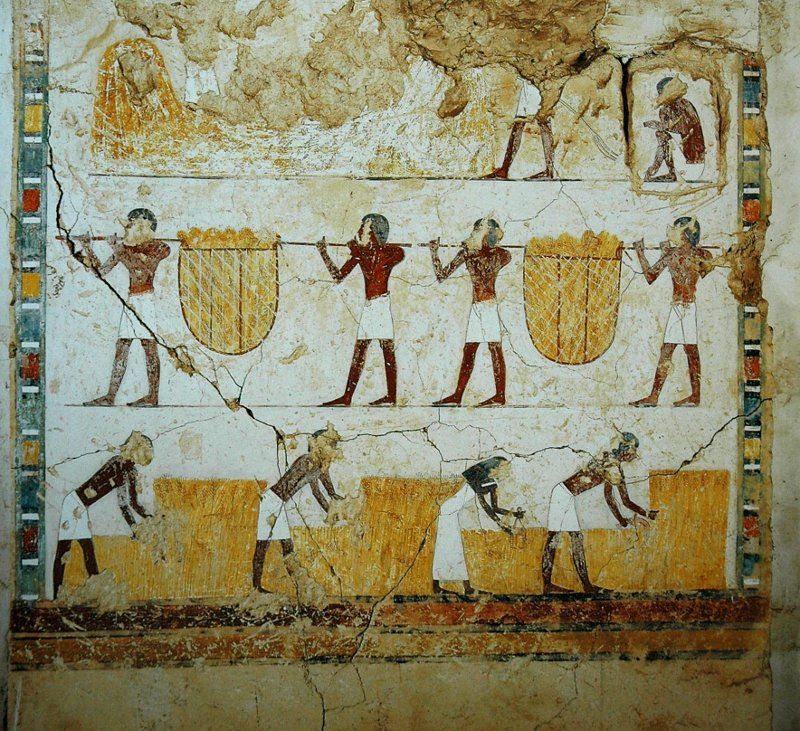
Getreideernte
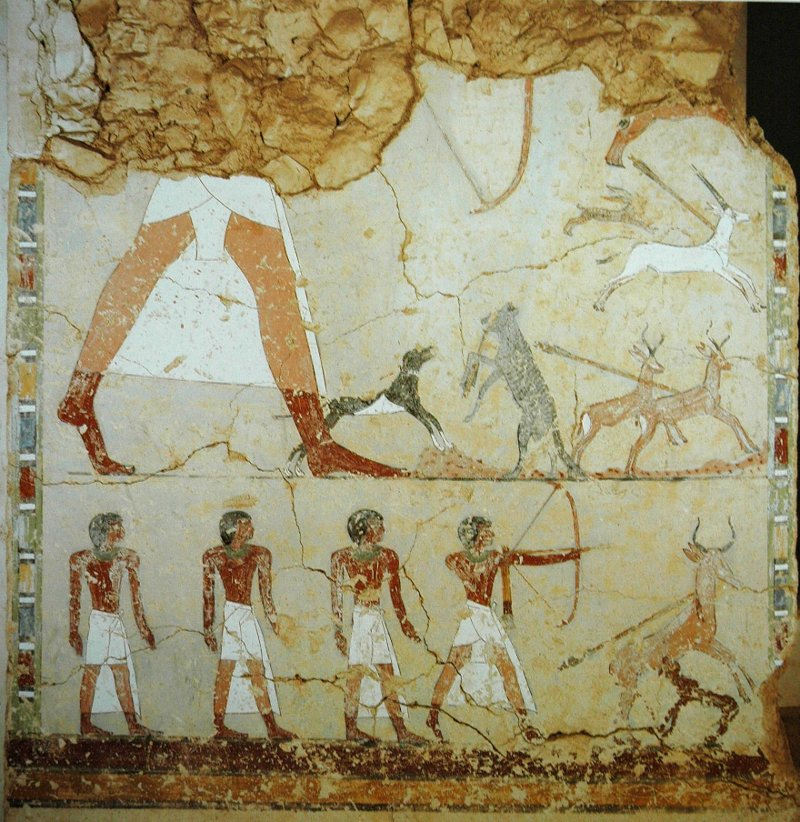
Wüstenjagd

## Biographie des Ineni
Inenis Karriere als Beamter begann unter Amenophis I. und fand eine Fortsetzung nach der Regierungsübernahme durch Thutmosis I. Spätestens ab dieser Zeit war er Vorsteher der Schatzhäuser des Amuntempels und anschließend Bürgermeister und Scheunenvorsteher als Höhepunkt seiner Laufbahn, womit ihm auch die Leitung der Bauarbeiten im Karnak-Tempel und im Tal der Könige übertragen wurde. Nach dem Tode Thutmosis I. bekleidete Ineni keine öffentlichen Ämter mehr und hielt sich am Hofe als königlicher Pensionär auf.